# 游击队

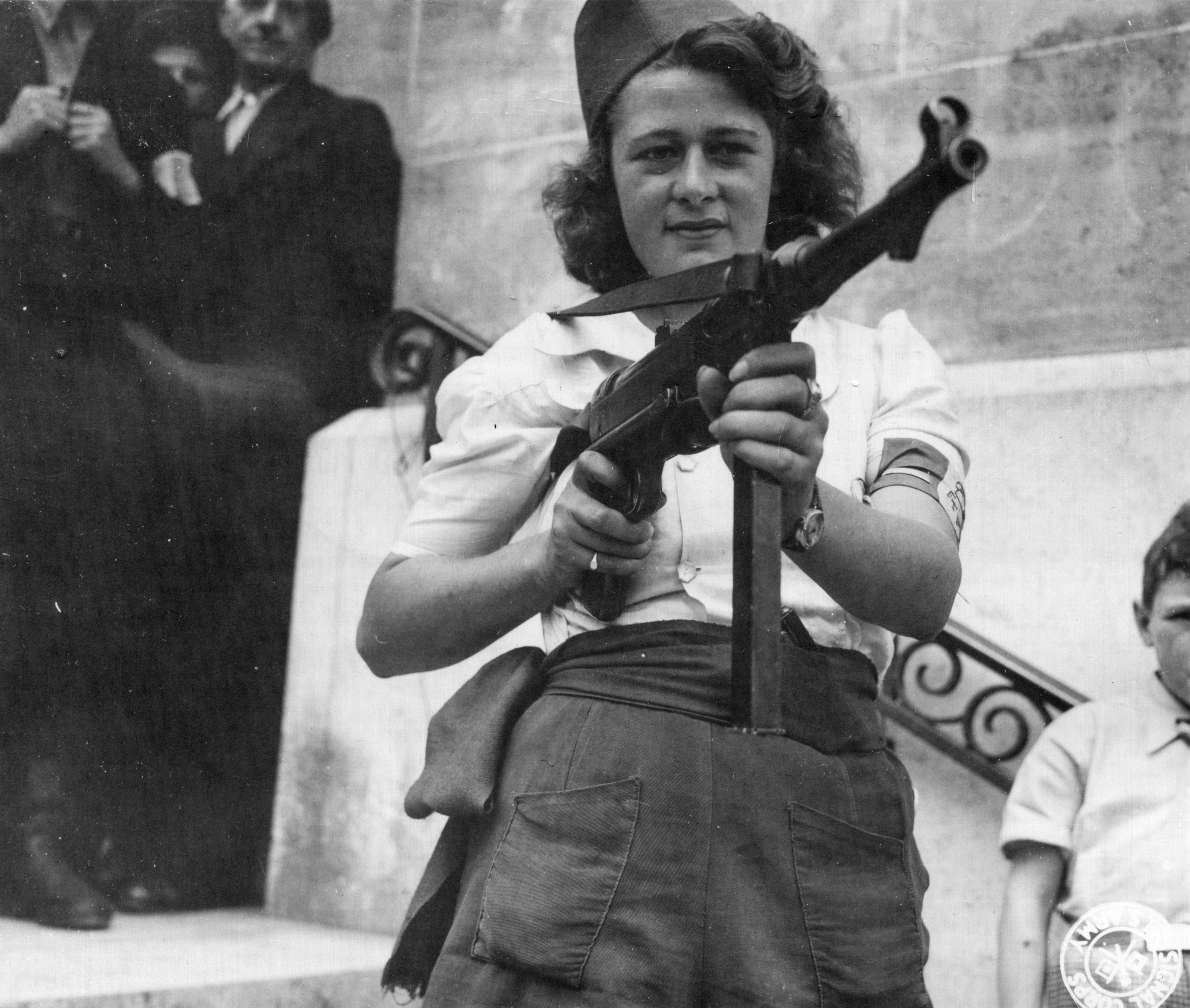
圖片攝於1944年8月23日，一名手持MP40冲锋枪的法國抵抗運動游击队员。

游击队是一國为反对外国占领军而組建的軍事力量，常见于抵抗运动中。他們常常會發動針對佔領當局的叛乱以控制某一地区。游擊隊會在佔領區募集當地居民加入自己，並在佔領區內进行游击战活動，包括破坏當地的通信，伏击佔領軍的车队，夺取哨所或村庄作为基地，並在自己的控制區內征税等。其中，有非占领政府的游击队也有专门制造骚乱，对抗占领政府的游击队。